# Иллинойсы
Иллино́йс(ы), иллиной — конфедерация индейских племён пеория, каскаския, кахокия, мичигамея и тамароа; в 1650 обитали на территории современных штатов Иллинойс, Айова, Миссури, Арканзас и Висконсин. Жили кланами, поклонялись тотемам; практиковалось многожёнство (жёны были преимущественно сёстрами). После войн с ирокезами и другими северными племенами (около 1750) остатки иллинойсов перебрались в Канзас (1832), а позднее (1867) — в резервацию на северо-востоке Оклахомы. Ныне их насчитывается свыше 1,5 тыс. человек; известны также как пеория.
Язык иллинойс принадлежит к алгонкинской группе, ныне мёртвый.